# Hugh Bird
Hugh Bird är en brittisk ingenjör som är raceingenjör för den mexikanske racerföraren Sergio Pérez i det österrikiska Formel 1-stallet Red Bull Racing sedan säsongen 2021.
Han avlade master i maskinteknik och strömningsmekanik vid universitetet i Cambridge. År 2012 började han arbeta inom Formel 1 och för stallet Red Bull Racing som simulering- och analysingenjör. Tre år senare blev Bird utnämnd till att vara ingenjör för simuleringprestanda. År 2018 befordrades han till att vara prestandaingenjör för tävlingar. Under säsongen 2020 var han det personligen åt den nederländske racerföraren Max Verstappen. Inför säsongen 2021 blev Bird utnämnd till att vara raceingejör åt Perez.